# Sandfrau
Sandfrau ist die Bezeichnung für eine Frau eines homosexuellen Mannes. Der Begriff leitet sich aus dem Sprichwort Sand in die Augen streuen ab und beinhaltet die Aussage, dass die Beziehung nur eine Tarnung des Mannes gegenüber der Öffentlichkeit darstellt, um die Umwelt über seine sexuelle Ausrichtung zu täuschen.
Die Homosexualität des Mannes kann von vornherein – für die Frau unwissentlich oder wissentlich – in die Partnerschaft mit der Frau hinein gebracht worden sein oder sich erst im Laufe dieser ihren Weg gebahnt haben. Nach einem Coming-out des Mannes ändert sich die Situation der Frau oft grundlegend, oftmals gehen gravierende Probleme beider Partner damit einher.